# Tel Aviv Open 1993
Il Tel Aviv Open 1993 è stato un torneo di tennis giocato sul cemento. È stata la 14ª edizione del torneo, che fa parte della categoria World Series nell'ambito dell'ATP Tour 1993. Si è giocato al Israel Tennis Centers di Ramat HaSharon vicino a Tel Aviv in Israele dall'11 al 17 ottobre 1993.

## Campioni

### Singolare maschile
Stefano Pescosolido ha battuto in finale  Amos Mansdorf con il punteggio di 7–6(5), 7–5.

### Doppio maschile
Sergio Casal /  Emilio Sánchez hanno battuto in finale  Mike Bauer /  David Rikl con il punteggio di 6–4, 6–4.